# Xyletomerus
Xyletomerus is een geslacht van kevers uit de familie van de klopkevers (Anobiidae).

## Soorten
- Xyletomerus arbuti (Fisher, 1919)
- Xyletomerus histricus Fall, 1905
- Xyletomerus longitarsis Español, 1968